# Barco de bloqueo

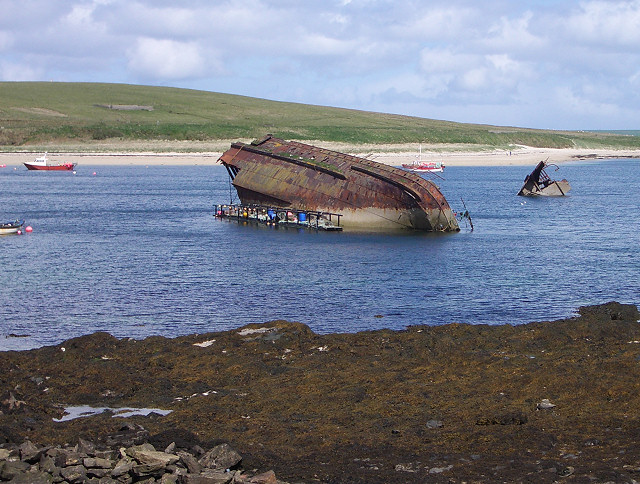
Restos del SS Reginald, un barco de bloqueo hundido en Weddell Bay en las Islas Orcadas, Escocia

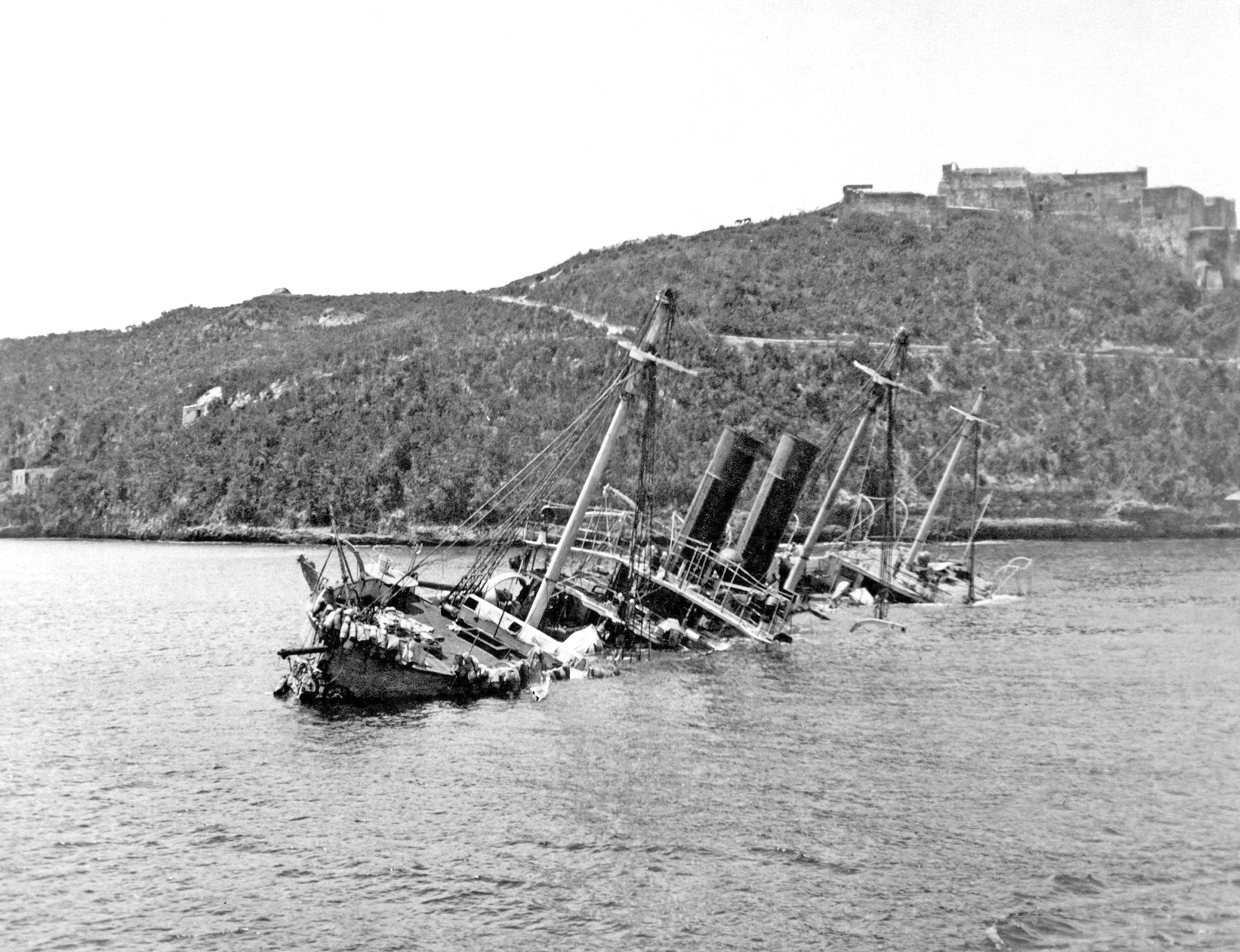
El crucero Reina Mercedes, hundido por su propia tripulación en la guerra hispano-estadounidense bloquear el acceso al puerto de Santiago de Cuba.

Un barco de bloqueo es un barco hundido deliberadamente para impedir que se utilice un río, un canal o una vía fluvial. Puede ser hundido por una armada que defiende la vía fluvial para impedir la entrada de fuerzas enemigas atacantes, como en el caso del HMS Hood en el puerto de Portland en 1914; o puede ser traído por asaltantes enemigos y utilizado para impedir que la vía fluvial sea utilizada por las fuerzas defensoras, como en el caso de los tres viejos cruceros HMS Thetis, Iphigenia e Intrepid hundidos durante el asalto a Zeebrugge en 1918 para impedir que el puerto fuese utilizado por la armada alemana.
Uno de los primeros usos fue en 1667, durante la incursión holandesa en el Medway y sus intentos de hacer lo mismo en el Támesis durante la Segunda Guerra Anglo-Holandesa, cuando varios buques de guerra y mercantes requisados por la Royal Navy fueron hundidos en esos ríos para intentar detener a las fuerzas atacantes.
Un uso aún anterior son los seis barcos Skuldelev del siglo XI en el fiordo de Roskilde, hundidos para proteger a Roskilde de los vikingos del norte. Actualmente se exhiben en el Museo de Barcos Vikingos .
El anterior es el significado principal y perdurable de "buque bloque", pero a mediados del siglo XIX el término buques bloque se aplicó a dos grupos de baterías marítimas móviles desarrolladas por la Comisión Real de Defensa de Costas. El primer lote de cuatro se obtuvo alrededor de 1845 convirtiendo viejos buques de vela de 74 cañones y dos cubiertas, todos ellos de la clase Vengeur, en baterías flotantes, equipadas con un sistema de propulsión de vapor/tornillo. Estas transformaciones, también denominadas "buques guardianes de vapor", implicaban la reducción a una sola cubierta, la eliminación del lastre y la instalación de un aparejo  con un motor mediano de 450 caballos (340 kW) para alcanzar velocidades de 5,8 a 8,9 nudos (10,7 a 16,5 km/h; 6,7 a 10,2 mph). Estos barcos, convertidos en 1846, eran el Blenheim, el Ajax, el Hogue y el Edinburgh. Aunque estos barcos estaban destinados a la defensa de la costa, algunos de ellos se utilizaron de forma ofensiva, especialmente en la Campaña del Báltico de 1854 y 1855, donde formaron parte de la flota británica. Un segundo lote de cinco se obtuvo de manera similar a partir de alrededor de 1855 mediante la conversión de otros buques viejos de 74 cañones; estos fueron el Russell, Cornwallis, Hawke, Pembroke y Hastings.
El uso conocido más reciente de los barcos de bloqueo en la guerra fue durante la anexión de Crimea por parte de la Federación Rusa. El 6 de marzo de 2014, la Armada rusa remolcó y hundió el crucero fuera de servicio Ochakov en la entrada de la bahía de Donuzlav en el oeste de Crimea, para evitar que los barcos restantes de la Armada ucraniana salieran del puerto. Menos de 24 horas después, el 7 de marzo, otro barco de bloqueo, el antiguo buque de apoyo de rescate/buceo de la Flota del Mar Negro BM-416, fue hundido cerca de Ochakov .

## Otras lecturas
- Brown, DK (1983). Un siglo de construcción naval: la historia del cuerpo real de constructores navales 1883-1983 . Londres: Conway Maritime Press.ISBN 0-85177-282-X.
- Jumonville, P. C. (2012). «Question 6/47: Use of Blockships». Warship International XLIX (1): 38-44. ISSN 0043-0374.
- Lyon, David y Winfield, Rif (2004). La lista de la Marina de vela y vapor: todos los barcos de la Marina Real 1815-1889 . Editorial Chatham.ISBN 1-86176-032-9.
- Savitz, S. (2021). "El suceso de Suez fue un accidente, pero el próximo bloqueo podría no serlo", DefenseOne, https://www.defenseone.com/ideas/2021/03/suez-grounding-was-accident-next-blocked-chokepoint- podría-no-ser/173011/ .
- Savitz, S. (2021). "Tácticas de los buques de bloqueo para atrapar a las flotas enemigas", Actas del Instituto Naval de EE. UU., vol. 147/12/1426, https://www.usni.org/magazines/proceedings/2021/december/blockship-tactics-trap-enemy-fleets .
- Sondhaus, L. (2001). Guerra naval, 1815-1914 . Serie de guerra e historia. Londres: Routledge,ISBN 0-415-21477-7
- Winfield, Rif (2009). Buques de guerra británicos en la era de la vela 1603-1714: diseño, construcción, carreras y destinos . Editorial Seaforth.ISBN 978-1-84832-040-6.